# Holyhead
Holyhead (en gallois : Caergybi) est une communauté et un port britannique, situé sur Holy Island, au nord du pays de Galles et à l'ouest de l'île d'Anglesey.
Cette ville est située à l'extrémité de la route A5, ancienne voie romaine modernisée par l'ingénieur Thomas Telford, menant à Londres par le pont de Menai.
Le nom gallois de la ville signifie « le fort de saint Cybi » et les murs de la citadelle romaine originelle encore survivent dans la ville, avec l'église de Cybi, un saint gallois. Le nom du fort en latin est inconnu.
Alors que la ville n'était qu'un simple village de pêcheur, elle a connu un développement important au XIXe siècle, atteignant dans les années 1880 8 100 habitants (9 700 dans les années 1900), et a pris une physionomie assez commune pour les petites villes du Royaume-Uni, puisqu'elle ne consistait qu'en une large et unique rue. Au XIXe siècle, le port a connu une extension considérable, et a été renfermé entre deux môles, dont l'un a près de 3 kilomètres de longueur. Sur celui-ci un phare a été construit, un deuxième phare a été bâti sur un îlot rocheux du nom de South-Stack. La ville comptait plusieurs chantiers navals ainsi qu'une ligne de paquebot en communication avec Dublin, toujours en service aujourd'hui.

## Liaison train-ferry entre Londres et Dublin
Il existe un service de train direct reliant Londres (gare d'Euston) à Chester, d'autres avec changement à Crewe pour Chester dont la destination finale est Holyhead. La compagnie directe pour Londres est Avanti West Coast et la compagnie terminant à Crewe est Transport for Wales.
Holyhead est un port accueillant des ferries à destination de l'Irlande, plus précisément vers le port de la capitale du pays Dublin. Les liaisons sont assurées par deux compagnies maritimes : Irish Ferries et Stena Line. Des liaisons en autocar assurées par la compagnie Dublin Bus relient ensuite le port de Dublin à la gare de Dublin Connolly.

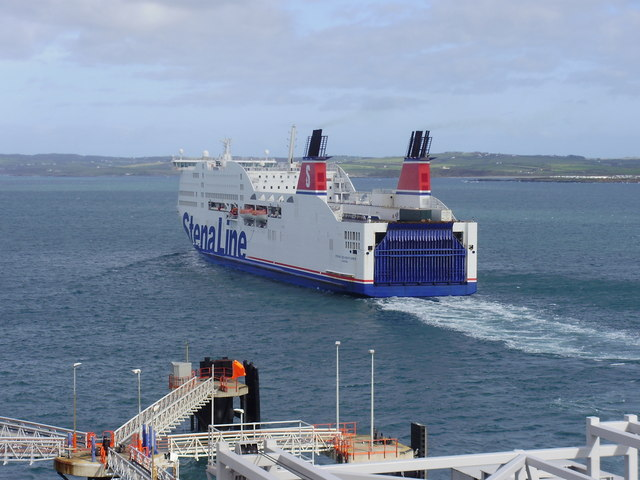
Ferry de la Stena Line en partance pour l'Irlande.